# Claus Ahlefeldt
Claus Ahlefeldt, född 1617, död 1674, var en dansk fältmarskalk.

## Biografi
Sedan Claus Ahlefeldt 1643 blivit trolovad med Kristian IV:s och Vibeke Kruses yngsta dotter Elisabet Sofia, anförtroddes åt honom den ena militära förtroendeposten efter den andra. Bland annat deltog han som överste i kampen mot Gustaf Horn i Skåne. I familjestriderna omkring den åldrade kungen ställde sig Ahlefeldt i stark opposition mot Kirsten Munks barn och Corfitz Ulfeldt och måste vid Kristian IV:s död lämna sina befattningar. Han vann emellertid småningom Fredrik III:s gunst, användes på framskjutna poster under det svensk-danska kriget och utmärkte sig särskilt vid försvaret av Köpenhamn 1659 och slaget vid Nyborg samma år.